# Relations entre l'Algérie et l'Arabie saoudite
Les relations entre l'Algérie et l'Arabie saoudite correspondent aux interactions diplomatiques, culturelles et économiques entre la République algérienne démocratique et populaire et le royaume d'Arabie saoudite. Les deux pays sont respectivement les premier et deuxième États arabes en superficie. L'Algérie et l'Arabie saoudite sont également tous deux des pays musulmans, très majoritairement sunnites.
L'histoire des relations algéro-saoudiennes a connu des rapprochements, mais pareillement des méfiances entre les deux nations. Celles-ci sont très souvent liées aux questions palestinienne et du Sahara occidental, sujet sur lequel l'Arabie saoudite a tendu à privilégier le royaume du Maroc.
De plus, la rivalité entre la république islamique d'Iran et le royaume d'Arabie saoudite a contribué à façonner les relations entre la monarchie arabe et l'Algérie. La république algérienne a pu être décrite comme plutôt favorable à la puissance perse, qui est notamment un des soutiens majeurs du front Polisario.
L'Algérie et l'Arabie saoudite sont tous les deux des États-membres de Ligue arabe mais également de l'Organisation des pays exportateurs de pétrole et de l'Organisation de la coopération islamique.

## Représentations diplomatiques
L'Algérie dispose d'une ambassade à Riyad, la capitale du royaume, ainsi que d'un consulat général en Arabie saoudite, situé dans la ville de Djeddah.
L'Arabie saoudite, quant à elle, est représentée par son ambassade à Alger, située dans le quartier de Ben Aknoun.

## Politique de passeport
Les citoyens algériens doivent disposer d'un visa afin de se rendre en Arabie saoudite, tandis que les ressortissants saoudiens doivent aussi obtenir un visa pour entrer sur le territoire national algérien.
L'Algérie applique une politique de visa de réciprocité, ce qui implique que les ressortissants de pays exigeant un visa pour les Algériens ne sont pas autorisés à entrer sur le territoire national sans que cette exigence ne soit également appliquée aux citoyens de ces pays pour entrer en Algérie.

## Interactions religieuses
Selon le ministère du Pèlerinage du royaume d'Arabie saoudite, l'Algérie est l'un des principaux pays d'origine des pèlerins. À titre d'exemple, la dernière semaine du mois de mai 2019, qui correspondait à la fin du mois de ramadan 1440, 364 707 ressortissants algériens sont entrés sur le territoire saoudien pour effectuer le pèlerinage. Ainsi, l'Algérie était le cinquième pays d'origine pour le nombre de pèlerins, derrière le Pakistan, l'Indonésie, l'Inde et l'Égypte.

## Tensions

### Sommet de la Ligue arabe 2022
Le prince héritier saoudien, Mohammed Ben Salmane, ne participe pas au 31ᵉ sommet de la Ligue arabe qui se déroule à Alger, pour des raisons de santé, selon un communiqué de la présidence algérienne. Le président Abdelmadjid Tebboune a reçu un appel du prince héritier saoudien pour annoncer son absence et invoquer les conseils de ses médecins en raison d'un problème aux oreilles. Cette absence est la première annoncée officiellement par un dirigeant arabe pour ce sommet. L'annonce n'a pas été appréciée par les Saoudiens, car le communiqué a été publié en premier par la présidence algérienne.

### Le retour de la Syrie à la ligue arabe
Après avoir essayé de faire revenir la Syrie au sein de la Ligue arabe pour le sommet d'Alger après plus de 10 ans d'absence, l'Algérie a mené plusieurs négociations à travers le ministre des Affaires étrangères, Ramtane Lamamra, Bashar al-Assad a alors affirmé son souhait de participer à ce sommet et qu'il répondrait présent s'il était invité, en ajoutant que la seule valeur de ce sommet résidait dans le fait qu'il se tienne à Alger, mais la Syrie refuse de participer au sommet.
Le 19 avril 2023, L'Arabie saoudite a organisé des réunions pour discuter du retour de la Syrie au sein de la Ligue arabe, après avoir reçu le ministre des Affaires étrangères syrien Fayçal Meqdad une semaine auparavant. De plus, le ministre des Affaires étrangères saoudien s'est rendu à Damas et a rencontré Bachar al-Assad le 18 avril, annonçant ainsi une réconciliation entre les deux pays. Neuf pays de la région ont été invités à ces discussions, dont le prochain sommet ordinaire de la Ligue arabe est prévu le 19 mai dans le royaume. Cependant, l'Arabie saoudite a omis d'inviter l'Algérie, qui préside toujours la Ligue arabe depuis le dernier sommet. Cette omission a été mal perçue par l'Algérie,,, cette conférence a eu lieu après la visite de Fayçal Meqdad à Alger le 16 avril,,.

### Sommet de la Ligue arabe 2023
Le président algérien, Abdelmadjid Tebboune, n'a pas assisté au 32e sommet de la Ligue arabe qui s'est déroulé à Djeddah le 19 mai en Arabie saoudite. À sa place, le Premier ministre Aïmene Benabderrahmane a présenté l'Algérie lors de cet événement. Cette décision fait suite à l'absence du prince héritier saoudien au sommet arabe précédent à Alger et aux actions perçues comme hostiles de l'Arabie saoudite envers l'Algérie pendant la préparation du sommet de Djeddah.